# 深沢省三
深沢 省三（ふかざわ しょうぞう、1899年（明治32年）3月24日 - 1992年（平成4年）3月24日）は、日本の洋画家、童画家。岩手県内の美術教育にも尽力した。

## 経歴
- 1899年盛岡市生まれ。盛岡中学、東京美術学校西洋画科で藤島武二に師事。在学中から雑誌「赤い鳥」に挿絵を描く[1]。
- 1920年帝展初入選[1]。
- 1922年、同じ盛岡市生まれの女子美術学校学生、四戸紅子と結婚[1]。
- 1927年、初山滋、武井武雄、川上四郎、岡本帰一、村山知義、清水良雄とともに、第1次

「日本童画家協会」結成。

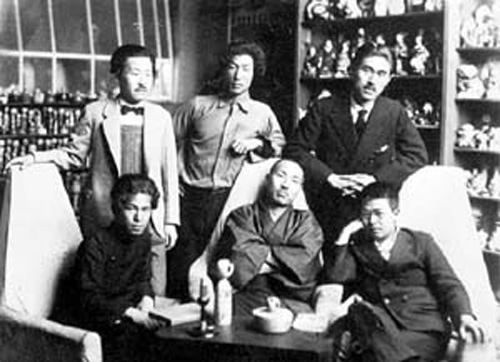
日本童画家協会の創設メンバー

- 1938年から、従軍画家として現在の内モンゴル自治区へ渡り、美術研究所を設立した。敗戦後、盛岡に戻る。
- 1948年、岩手県立美術工芸学校教授。
- 1951年、岩手県立大学盛岡短期大学部美術工芸科教授。
- 1956年、岩手大学特設美術科教授。1964年退官[1]。
- 1964年、紅子と東京のアトリエに転居。